# Herzliya
Herzliya o Herzliyya (en hebreo הרצליה) es una ciudad en la costa central mediterránea de Israel, en la parte norte del distrito de Tel Aviv. En 2016 tenía una población de 93.116 habitantes en un área de 21,6 kilómetros cuadrados. En sus límites municipales occidentales se encuentra Herzliya Pituah, uno de los barrios más prósperos de Israel y sede de numerosas embajadas.

## Historia
Fundada en 1924 como comunidad agrícola o moshava con una población conformada por residentes autóctonos e inmigrantes, toma su nombre de Theodor Herzl. El moshav estaba conformado inicialmente por unas 101 casas y 35 establos. En el censo de 1931 registró una población de 1.217 habitantes, en 306 casas. Tras el establecimiento del estado de Israel en 1948, Herzliya era una ciudad de 5.300. Un gran número de inmigrantes se establecieron allí, y en pocos años alcanzaría los 12.000 residentes. En 1960, cuando la población alcanzó los 25.000 habitantes, Herzliya fue declarada una ciudad.
Según planes actuales, se espera triplicar la población hasta los 290.000 habitantes en el 2030, con la construcción de 52.000 nuevas casas y la construcción de nuevos desarrollos industriales y hoteles. La ciudad se densificará en su centro pero también se expandirá hacia el norte y el suroeste.

## Demografía
Según la Oficina Central de Estadísticas de Israel, los residentes de Herzliya están entre los más ricos de Israel. En 2003-2005, los salarios mensuales promedio fueron NIS 8,211, o alrededor de NIS 1.500 por encima del promedio en una encuesta de las 15 ciudades más grandes de Israel. Sin embargo, hay una gran brecha entre los siete barrios obreros de la ciudad, entre ellos Yad Tisha, Neve Yisrael y Neve Amal, y el exclusivo Herzliya Pituah. La población es mayor que la de otras ciudades de la región de Sharon: el 18% tiene menos de 14 años, comparado con un promedio nacional del 27,5%.